# Choi Seung-woo
Choi Seung-woo (nome original em coreano:  최승우; Gwangju, 19 de dezembro de 1989) é um ciclista olímpico sul-coreano. Seung-woo representou a sua nação durante os Jogos Olímpicos de Verão de 2012 na prova de perseguição por equipes, em Londres.